# Лессах
Лессах (нім. Lessach) — громада у Австрії, у федеральної землі Зальцбург. Входить до складу округи Тамсвег.
Населення становить 562 чоловік (2012). Займає площю 72,23 км 2.
Громада складається з двох сіл — Лессах і Цойтцах.

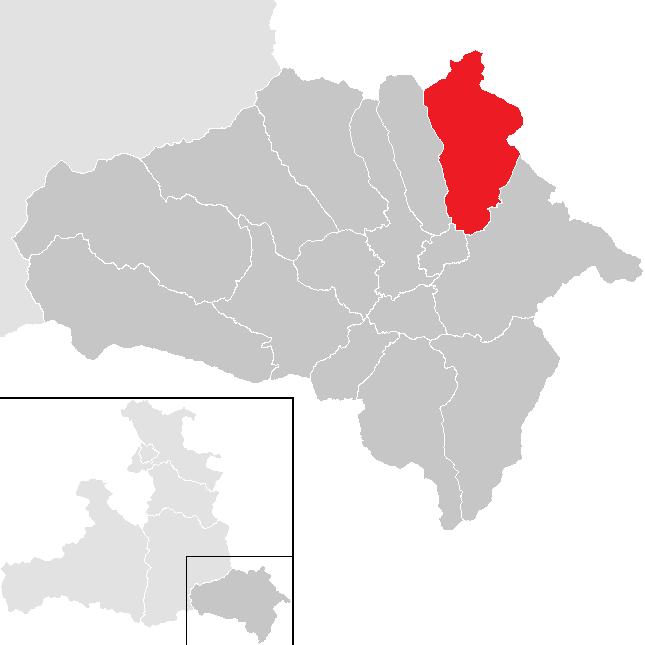
Комуна Лессах на карті округи Тамсвег. У лівому нижньому кутку показано розташування округи Тамсвег на карті федеральній землі Зальцбург.